# Seruvila Mangala Raja Maha Vihara

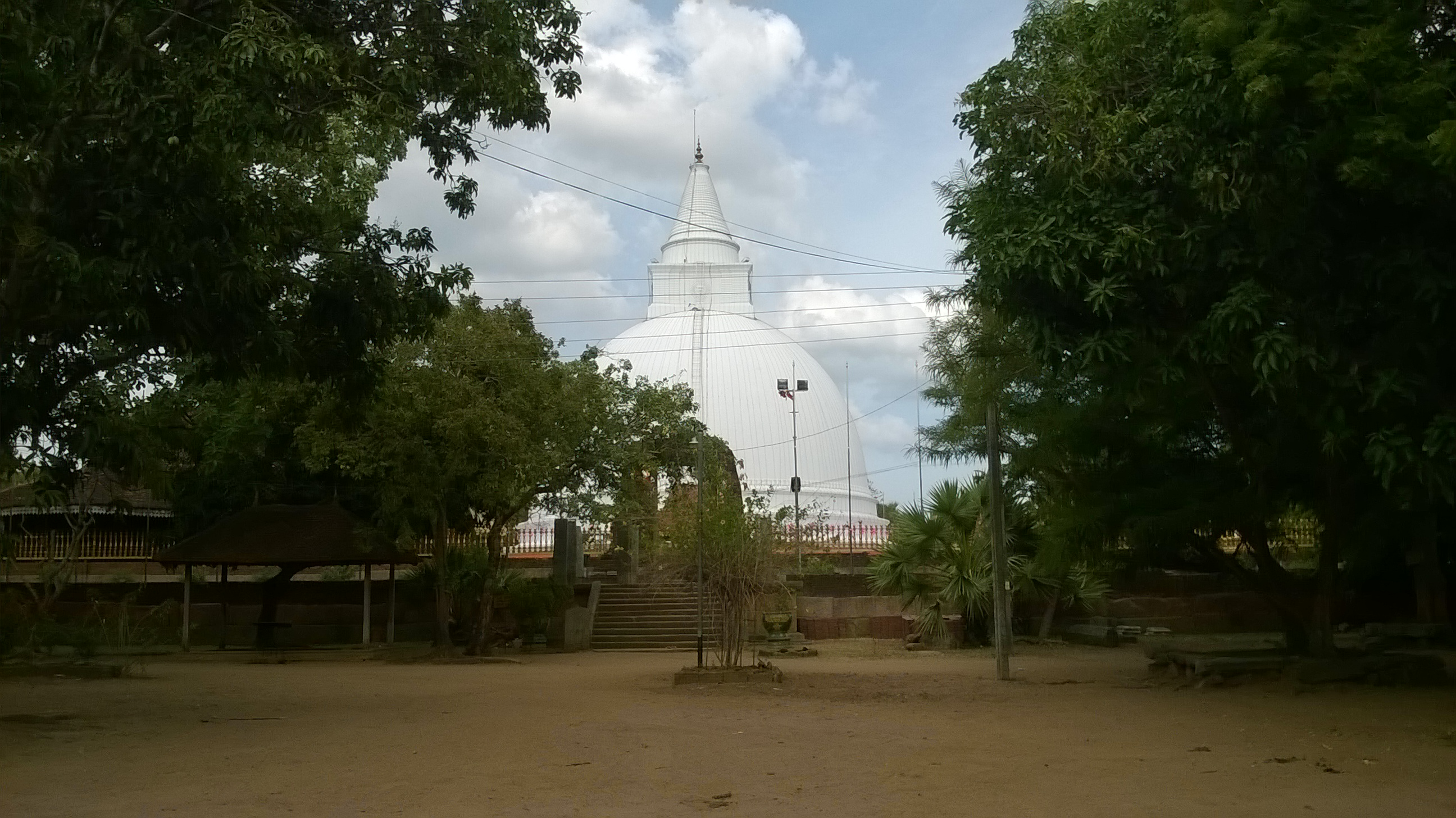
Seruvila Mangala Raja Maha Vihara.

Seruvila Mangala Raja Maha Vihara est un ancien temple bouddhiste situé à Seruwawila dans le district de Trinquemalay, dans la province de l'Est, au Sri Lanka. Il compte parmi les seize ou dix-sept sanctuaires bouddhistes les plus sacrés du pays.
Il a été construit sous le règne du roi Kavan Tissa (en) au IIe siècle av. J.-C. pour contenir la relique du Lalata Dathun Wahanse (os sacré du front) de Siddhartha Gautama.